# Успенівська сільська рада (Білгород-Дністровський район)
Успе́нівська сільська́ ра́да — орган місцевого самоврядування Успенівської сільської громади Білгород-Дністровського районі Одеської області.

## Склад ради
Рада складається з 16 депутатів та голови.
- Голова ради: Гусєв Віктор Лаврентійович
- Секретар ради: Кузмічьова Людмила Олексіївна

### Керівний склад попередніх скликань
| Прізвище, ім'я, по батькові | Основні відомості                                                               | Дата обрання | Дата звільнення |
| --------------------------- | ------------------------------------------------------------------------------- | ------------ | --------------- |
| Гусєв Віктор Лаврентійович  | Сільський голова, 1956 року народження, освіта середня спеціальна, безпартійний | 26.03.2006   | 31.10.2010      |
| Гусєв Віктор Лаврентійович  | Сільський голова, 1956 року народження, освіта середня спеціальна, безпартійний | 31.10.2010   |                 |

Примітка: таблиця складена за даними сайту Верховної Ради України

### Депутати
За результатами місцевих виборів 2010 року депутатами ради стали:

#### За суб'єктами висування
| Суб'єкт висування                                       | Кількість обраних депутатів | %    |
| ------------------------------------------------------- | --------------------------- | ---- |
| Партія регіонів                                         | 9                           | 56,3 |
| Самовисування                                           | 3                           | 18,8 |
| Політична партія Всеукраїнське об'єднання «Батьківщина» | 2                           | 12,5 |
| Політична партія «Сильна Україна»                       | 1                           | 6,3  |
| Соціалістична партія України                            | 1                           | 6,3  |

#### За округами
| № округу                                                | Прізвище, ім'я, по батькові       | Дата визнання обраним | Освіта | Партійна приналежність                        | Відомості про обраного депутата            |
| ------------------------------------------------------- | --------------------------------- | --------------------- | ------ | --------------------------------------------- | ------------------------------------------ |
| Партія регіонів                                         |                                   |                       |        |                                               |                                            |
| 2                                                       | Михайленко Світлана Володимирівна | 11.11.2010            | вища   | позапартійна                                  | ВАТ «Успенівське», рахівник                |
| 3                                                       | Бубіліч Тетяна Павлівна           | 11.11.2010            | вища   | позапартійна                                  | ВАТ «Успенівське», головний зоотехнік      |
| 4                                                       | Опаріна Ірина Тимофіївна          | 11.11.2010            | вища   | позапартійна                                  | Успенівський будинок культури, директор    |
| 5                                                       | Балагура Микола Пилипович         | 11.11.2010            | вища   | позапартійний                                 | ВАТ «Успенівське», головний інженер        |
| 9                                                       | Кравцов Михайло Дмитрович         | 11.11.2010            | вища   | позапартійний                                 | ВАТ «Успенівське», головний бухгалтер      |
| 10                                                      | Кузмічьова Людмила Олексіївна     | 11.11.2010            | вища   | позапартійна                                  | Успенівська сільська рада, секретар        |
| 13                                                      | Волчков Борис Федорович           | 11.11.2010            | вища   | позапартійний                                 | ВАТ"Успенівське", завідувач станом         |
| 14                                                      | Хряпіна Леся Петрівна             | 11.11.2010            | вища   | позапартійна                                  | тимчасово не працює                        |
| 15                                                      | Лук'янчук Тетяна Анатоліївна      | 11.11.2010            | вища   | член Партії регіонів                          | Успенівська загальноосвітня школа, вчитель |
| Політична партія Всеукраїнське об'єднання «Батьківщина» |                                   |                       |        |                                               |                                            |
| 6                                                       | Снегірьова Світлана Федорівна     | 11.11.2010            | вища   | член Всеукраїнського об'єднання «Батьківщина» | Успенівська сільська рада, соц.працівник   |
| 11                                                      | Лопухова Алла Іванівна            | 11.11.2010            | вища   | член Всеукраїнського об'єднання «Батьківщина» | Успенівська сільська рада, рахівник-касир  |
| Політична партія «Сильна Україна»                       |                                   |                       |        |                                               |                                            |
| 7                                                       | Гойман Володимир Миронович        | 11.11.2010            | вища   | член Політичної партії «Сильна Україна»       | фермерське господарство «Бубіліч», водій   |
| Соціалістична партія України                            |                                   |                       |        |                                               |                                            |
| 1                                                       | Пужакова Катерина Іванівна        | 11.11.2010            | вища   | член Соціалістичної партії України            | Успенівське сільпо, продавець              |
| Самовисування                                           |                                   |                       |        |                                               |                                            |
| 8                                                       | Аксьонов Григорій Іванович        | 11.11.2010            | вища   | позапартійний                                 | тимчасово не працює                        |
| 12                                                      | Устющева Ірина Миколаївна         | 11.11.2010            | вища   | позапартійна                                  | Успенівський будинок культури, бухгалтер   |
| 16                                                      | Черба Анатолій Вікторович         | 11.11.2010            | вища   | позапартійний                                 | фермер                                     |